# 法兰西共和国官方公报
法兰西共和国官方公报（法語：Journal officiel de la République française，简称JORF或JO）是法兰西共和国的政府公報，其用于刊登法国政府、国会和宪法委员会的法律、法令、法规相关信息。